# Populus keerqinensis
Populus keerqinensis är en videväxtart som beskrevs av T.Y. Sun. Populus keerqinensis ingår i släktet popplar, och familjen videväxter. Inga underarter finns listade i Catalogue of Life.